# Mostov
Mostov (německy Mostau) je malá vesnice, část obce Odrava v okrese Cheb v Karlovarském kraji. Nachází se asi 1,5 kilometru severně od Odravy. Mostov je také název katastrálního území o rozloze 3,48 km².

## Historie
První písemná zmínka o vesnici pochází z roku 1362.

## Obyvatelstvo
Při sčítání lidu v roce 1921 zde žilo 140 obyvatel (bez osady Hlínová), až na jednoho Čechoslováka všichni německé národnosti. K římskokatolické církvi se hlásilo 135 obyvatel, pět k evangelické.
| Rok            | 1869 | 1880 | 1890 | 1900 | 1910 | 1921 | 1930 | 1950 | 1961 | 1970 | 1980 | 1991 | 2001 | 2011 | 2021 |
| -------------- | ---- | ---- | ---- | ---- | ---- | ---- | ---- | ---- | ---- | ---- | ---- | ---- | ---- | ---- | ---- |
| Počet obyvatel | 333  | 277  | 278  | 290  | 291  | 291  | 280  | 111  | 85   | 56   | 46   | 36   | 30   | 47   | 41   |
| Počet domů     | 49   | 45   | 47   | 47   | 47   | 44   | 47   | 28   | -    | 20   | 14   | 24   | 21   | 24   | 23   |

## Obecní správa
Při sčítání lidu v letech 1850–1959 Mostov byl samostatnou obcí v okrese Cheb. V letech 1960–1975 byl částí obce Odrava v okrese Cheb. Od 1. ledna 1976 do 23. listopadu 1990 byl částí obce Nebanice v okrese Cheb. Od 24. listopadu 1990 je opět částí obce Odrava v okrese Cheb. V letech 1850–1959 k obci patřily Dobroše.

## Pamětihodnosti
- Zámek Mostov
- Socha svatého Jana Nepomuckého
- Venkovská usedlost čp. 7
- Rovinné neopevněné sídliště se nachází asi 0,6 kilometru jižně od Mostova
- Alej Mostov
- Mostovský dub